# Шанхай-Хунцяо

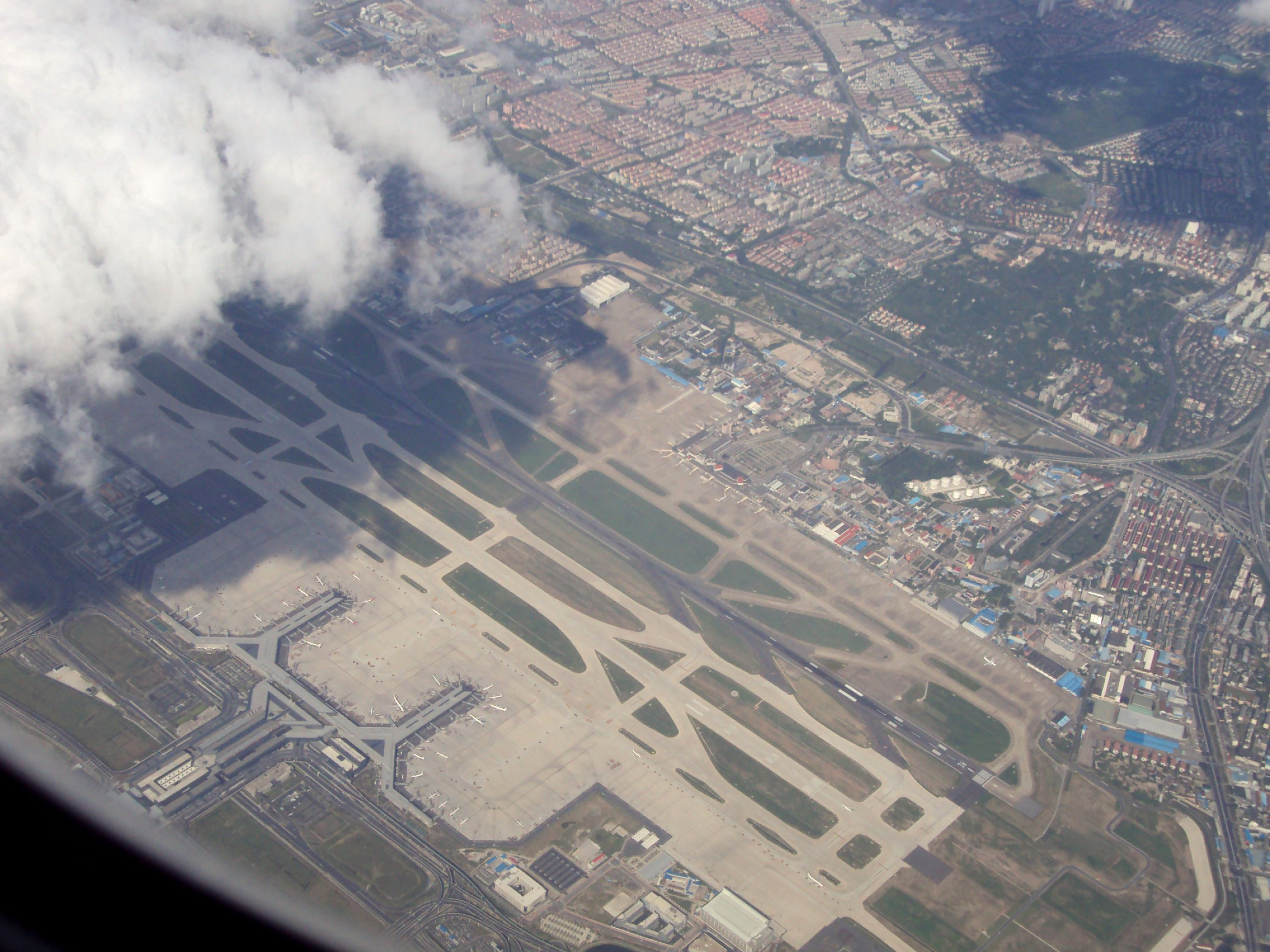
У 2007 аеропорт Хунцяо перевіз 22,632,962 пасажирів, ставши четвертим аеропортом Китаю за пасажиропотоком. Аеропорт Хунцяо є також п'ятим аеропортом Китаю за вантажообігом та п'ятим аеропортом Китаю за кількістю зльотів-посадок.

Шанхайський міжнародний аеропорт Хунцяо (IATA: SHA, ICAO: ZSSS) — міжнародний аеропорт, один із двох летовищ Шанхаю (Китай). Аеропорт знаходиться в західній частині міського району Шанхаю, що розвивається. Аеропорт був побудований в 1907 році і пергий комерційний рейс до летовища було здійснено в 1921 році. До відкриття в 1999 році нового міжнародного аеропорту Шанхай-Пудун в районі Пудун, Хунцяо був основним міжнародним аеропортом Шанхаю.